# Hombres de negro (historieta)
The Men in Black (Los Hombres de Negro) es una historieta escrita por  Lowell Cunningham e ilustrada por Sandy Carruthers, publicada por Aircel Comics (luego comprada por Malibu Comics) en 1990. Fue adaptada al cine en la película Hombres de negro y luego adquirida por Marvel. La historieta trata sobre una organización secreta internacional que domina el mundo y monitorea toda actividad paranormal benévola o malévola en la Tierra, incluyendo la investigación sobre mutantes, vampiros, hombres lobos, demonios, seres de leyenda y extraterrestres.

## Historia
La historieta fue originalmente publicada por Aircel Comics en tres números limitados en 1990. Malibu Comics adquirió Aircel en 1991 y publicó una nueva edición o volumen II. Luego Marvel compraría Malibu Comics y vendería los derechos de la historia así como publicaría una precuela y una secuela de los cómics originales. La película, sin embargo, se distancia un poco del tono oscuro del cómic y se centra solo en la vida extraterrestre.

## Diferencias con la adaptación fílmica
En el cómic original el agente Jay es caucásico, pero en la adaptación fílmica es interpretado por el actor afroamericano Will Smith. La película además muestra a los MIB como heroicos, mientras que en el cómic son más una organización turbia y oscura que gobierna al mundo y utiliza métodos cuestionables para mantener sus secretos (como la violencia y la intimidación). También se hace hincapié en el daño psicológico que sufren los MIB al estar aislados de la sociedad y la convivencia diaria con entes anormales y bizarros, lo cual es presentado en tono humorístico en la película.
Otra característica radicalmente diferente es que las películas y la serie animada se centran exclusivamente en la vida extraterrestre, mientras los MIB del cómic enfrentan también monstruos y demonios. Así mismo las tecnologías alienígenas (como el rayo para borrar mentes) no aparecen en el cómic. 